# 马氏 (桓温妾)
马氏（4世纪？—402年前），东晋人，权臣桓温的妾室，桓玄的母亲。
马氏原是歌妓，被袁真送给桓温为妾，另外两位歌妓薛氏、郭氏也一起被送给桓温为妾，马氏在公元367年生了桓玄。晋安帝元兴元年壬寅（402年）八月，桓玄篡权，追赠马氏为豫章公太夫人。
次年桓玄篡位时，追赠嫡母南康公主司马兴男为宣皇后，没有追赠母亲马氏。